# Сьомаки (Ковельський район)
Сьомаки́ — село в Україні, Смідинської об'єднаної територіальної громади, у Ковельському районі Волинської області. Населення становить 175 осіб.

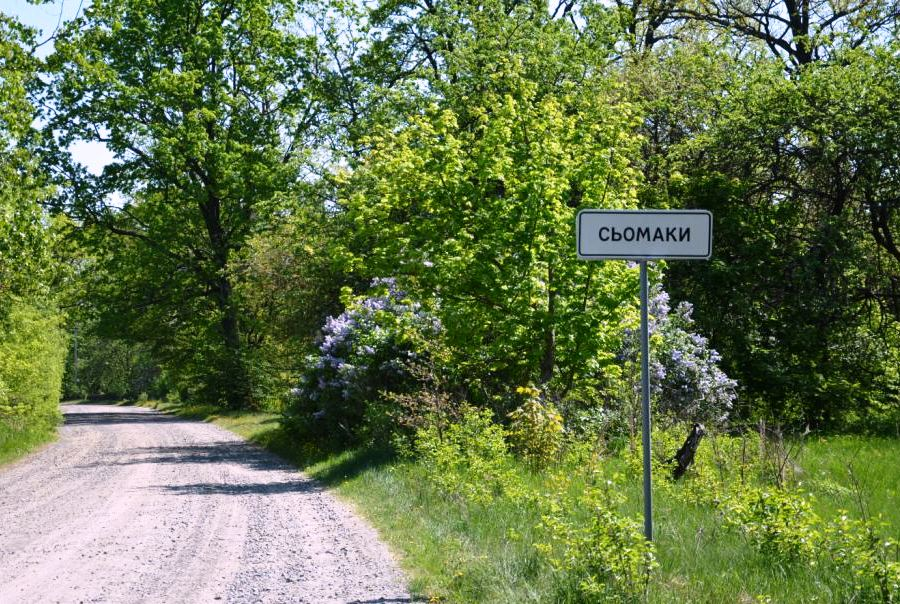

## Історія села
Під кронами столітніх велетнів-дубів заховалось невеличке село Сьомаки. Люди, які вперше потрапляють сюди, дивуються цій могутній величі природи. За згадками старожилів, землі, на яких розкинулося село, належали панові Міжбовському. Він « займався лісом». Мав свій маєток (зараз його будинок перевезений в с. Рудня — це приміщення сільської ради). Кажуть, що нібито пан програв у карти певну суму грошей і щоб віддати борг, змушений був продати частину своїх земель . Люди, з ближніх і дальніх сіл, купували цю землю і осідали тут. Так утворилося село Сьомаки.
За однією з версій, назва села пішла від імені пана — Сьома. — Чия земля? Сьоми… А інша версія — у пана було сім синів, ці землі належали сьомому синові.
На Майдані було розташоване польське та єврейське поселення. У ньому було дві школи: у поляка пана Каспаркевича та господаря Бакуна. Саме сюди сходилися дітки з усього села вчитися грамоти. Люди різних національностей мирно співіснували. Приблизно у 20х роках минулого століття оселився тут і Макар Полигалов, уродженець далекого міста Перм. Відтоді волинська земля стала йому другою рідною домівкою.
З місцевими жителями Макар Полигалов відразу ж знайшов спільну мову, бо вмів столярувати, шити одяг та виконувати іншу роботу. Цим і заробляв собі на життя, а згодом за зароблені гроші купив хату і шість гектарів землі. Своє сімейне щастя знайшов у родині Сергійчуків, одружившись із вродливою Устиною. Так Макар остаточно і назавжди увійшов у життя простої української родини. Разом із дружиною та дітьми радувався життю, відчув себе справжнім господарем і власником. Новозбудовану хату з п'яти кімнат він віддає під школу (в цьому приміщенні і зараз вчаться діти). Тоді, в 30-х роках, Макару Полигалову і в страшному сні не могло приснитися, що через якихось десяток років він і його сім'я переживуть разом з односельчанами одну з найстрашніших подій в історії Сьомаків і опиняться в епіцентрі трагедії, що сталася 19 березня 1944 року.

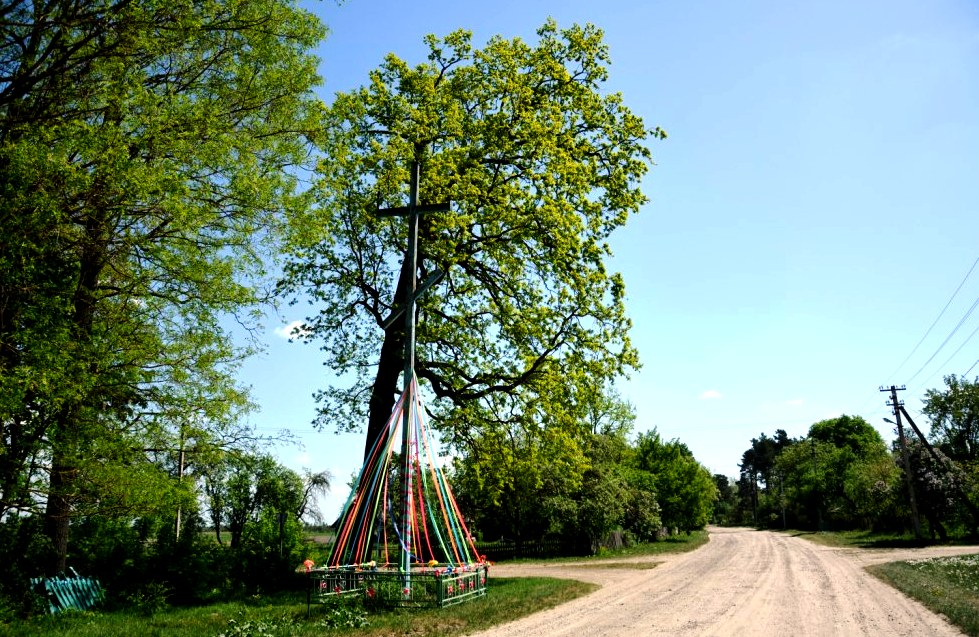

З наближенням фронту до західних кордонів Волині в селах поблизу станції Мацеїв все частіше почали з'являтися німецькі окупанти, які з новою силою розгорнули акції по вивезенню українського населення до Німеччини. Жителі Біличів, Зачернеччя, Сьомаків та інших навколишніх сіл готувались до ймовірних нападів фашистів. Домовилися, передаватимуть попередження про напад німців на села по ланцюжку від одного села до іншого сигналами — розпаленим багаттям.
18 березня, надвечір, односельчанин Федір Максимук прибіг до хати Полигалових і повідомив: «німці». На що Макар Полигалов промовив: « Я нікуди зі своєї хати не піду . Що буде, то буде». А всі інші мешканці села Сьомаки сім'ями покинули село на підводах, навантаживши майно та продукти харчування і заховалися в лісі, в урочищі Сологубівка. Тим часом німці рухалися до Сьомаків, дійшовши до Зачернецького хутора Старухи, спалили декілька хат і до ночі повернулися назад. Але нова біда наближалася з іншого боку. По тракту від Лісняків до Сьомаків їхали в обозі червоні партизани. В Лісняках вони запитували: «Де молодь?» Очевидно мали підозру, що місцева молодь пішла в ліс і вступила в УПА.
19 березня 1944 року червоні партизани ввійшли в Сьомаки, там майже нікого не застали. Вони зрозуміли, що люди втекли в ліс, кинулись на їх пошуки. А оскільки стоянку людей було знайти не важко, незабаром їх помітили. Оточивши кільцем мешканців Сьомаків (сюди також прибуло декілька втікачів із Рудні та інших сіл і ближніх хуторів), партизани напали на них. Жінок і дітей відокремили від чоловіків. Чоловіків пошикували в стрій по чотири і під дулами автоматів повели на розстріл в урочище Циганки. В урочищі стрій чоловіків зупинили і наказали всім стати на коліна. Цей наказ виконали не всі . Пролунали автоматичні черги, які скосили чоловіків на землю. Вбиті і поранені падали одні на одних . А хто впав живим, тут же добили . Застрелили одну жінку з села Рудня, яка не захотіла покидати свого чоловіка, бо тільки з ним побралися.
Того трагічного дня було розстріляно 50 чоловік, серед яких були і неповнолітні хлопці. Розстріляних мешканців села партизани не давали ховати на кладовищі. Хоронили їх люди біля своїх домівок, із ясел збивали труни. Декількох чоловік вдалося перенести на Сьомацьке кладовище. Не маючи коней, не всі могли забрати відразу вбитих родичів. Після своєї чорної справи вбивці навіть не посоромилися розміститись по хатах родичів загиблих . Тут вони ночували, жили і харчувались у людей ще декілька днів після трагедії. Мало того, вони ще й справили «бал сатани» на честь «перемоги» над «бульбашками» (так вони називали розстріляних). Пиячили, грабували і забирали різне майно у селян, а награбоване міняли на самогон у хуторян.
У новозбудованій школі червоні партизани розмістили госпіталь для поранених.
Від комісара, який перебував у цьому партизанському загоні, люди почули, що загін належить до партизанського з'єднання Ковпака, який проривався з поліських лісів далі на захід . Через декілька днів червоні «визволителі» швидко вибрались із села і рушили в невідомому напрямку, залишивши після себе кривавий слід в історії села.

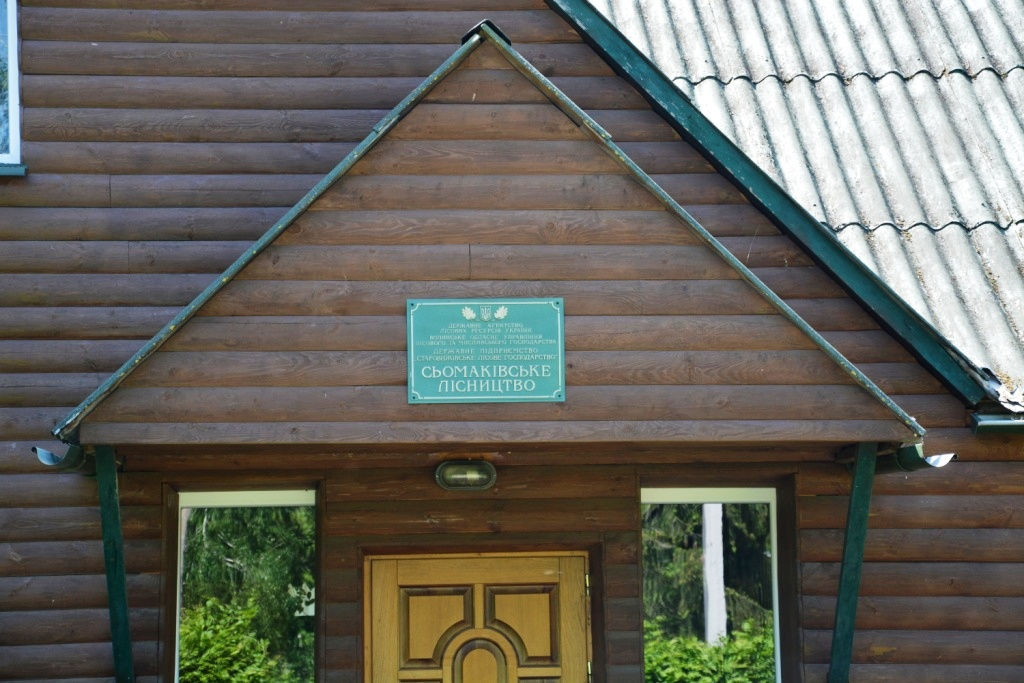

Восени 1944 року, коли війна котилася на захід, у селі дали про себе знати нові « визволителі» .Сім'ю Полигалових одну із перших було репресовано совєтами і вивезено до Сибіру, в Іркутську область. Розкуркулені і вивезені до Сибіру були також сім'ї Сарапіних і Здроків.
Після війни сьомаківці створили колгосп, у якому була тракторна бригада, ферма і 3 ланки польових робітниць. Відкрито магазинчик. Для дітей створені ясла-садок. В 1960-1970-х роках на території Сьомаків діяла тублікарня.
З людських клунь був збудований сільський клуб, який закрили в кінці 90-х років, а будинок проданий і вивезений у с. Рудня.

## Реалії

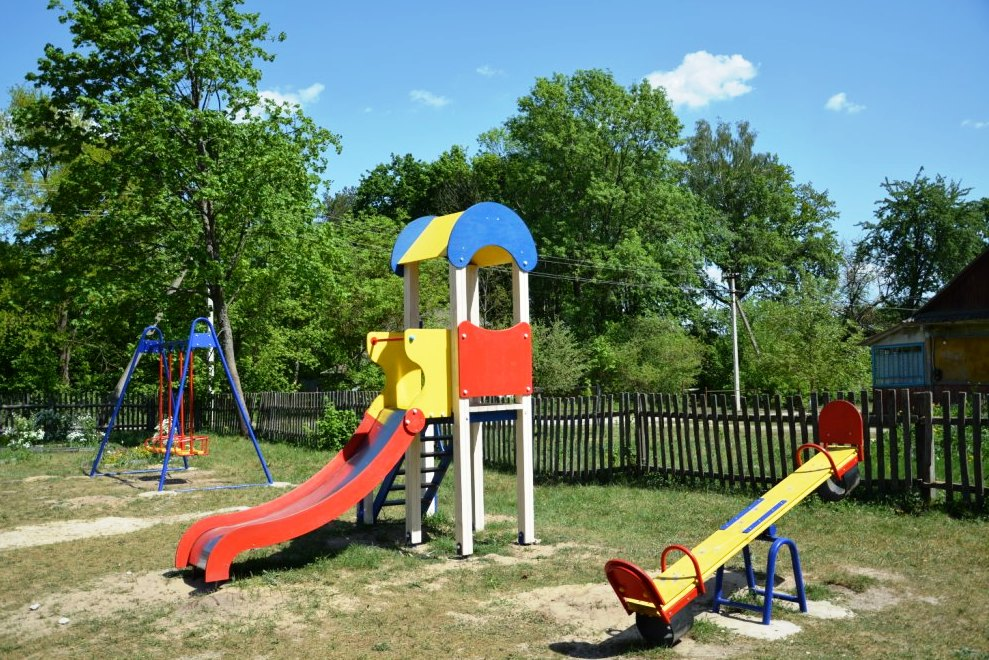

Понад 80 років діє в селі школа. За цей час із її стін вийшло багато дітей. Кожен обирав свій життєвий шлях, докладав зусиль, щоб досягнути поставленої мети.
Складними для маленьких Сьомаків стали дев'яності роки: розпад Союзу, складна фінансова ситуація в державі, поступовий занепад і руйнування колгоспів, масовий виїзд молоді з села. Уже давно немає сполучення з райцентрами (не їздить автобус років з 10-12).
Зараз у нашому мальовничому населеному пункті залишилося багато хат –пусток. Молоді дуже мало, а старі люди доживають віку у своїх рідних серцю домівках.

## Населення
Згідно з переписом УРСР 1989 року чисельність наявного населення села становила 211 осіб, з яких 96 чоловіків та 115 жінок.
За переписом населення України 2001 року в селі мешкало 165 осіб.

### Мова
Розподіл населення за рідною мовою за даними перепису 2001 року:
| Мова       | Відсоток |
| ---------- | -------- |
| українська | 98,86 %  |
| російська  | 1,14 %   |